# 方鉛鉱
方鉛鉱（ほうえんこう、英語: galena）は、鉱物（硫化鉱物）の一種。化学組成は PbS（硫化鉛(II)）、結晶系は等軸晶系。

## 産出地
日本国内でも産出する鉱山は非常に多く、神岡鉱山、豊羽鉱山、花岡鉱山、小坂鉱山などの鉛・亜鉛鉱山で主要鉱石として採掘されていたが、日本国内で鉛を採掘する鉱山は全て閉山してしまった。海外ではアメリカ合衆国、オーストラリア、ボリビアなどの生産量が多い。
低 - 高温熱水鉱床、スカルン鉱床、黒鉱鉱床に産する他、含銅硫化鉄鉱床に産出することもある。

## 性質・特徴
比重は 7.5 - 7.6、モース硬度は2.5。
色は銀白色、新鮮なものは強い金属光沢があるが、雨などに晒されるとだんだん光沢がなくなる。これは表面が硫酸鉛鉱（PbSO4、硫酸鉛(II)）に変化するためである。完全な劈開を持つため、割るとさいころのように立方体の形に割れることが特徴的である。また、結晶は多くの場合、六面体であるが、まれに八面体結晶も見られる。

## 用途・加工法
鉛の最も重要な鉱石鉱物。
また、方鉛鉱はほとんど常に数百ppm程度の銀を含み、銀も回収される。この銀含有量が多いものは含銀方鉛鉱と呼ばれる。この他、金、亜鉛、銅、カドミウム、砒素、ビスマス、アンチモン、テルルなどを微量含む。
閃亜鉛鉱、黄鉄鉱、黄銅鉱などと伴って産出し、特に閃亜鉛鉱とは密接に伴って産する。そのため、鉛鉱床、亜鉛鉱床はこれらを一括して鉛・亜鉛鉱床と呼ばれることも多い。
トルコで紀元前6500年に作られた鉛のビーズが発見されている。また、ローマ人は製錬された鉛から銀を分離することができた。
1904年にジャガディッシュ・チャンドラ・ボースによって天然の方鉛鉱を使用した鉱石検波器が開発され、鉱石ラジオに使用されて普及した。

## 方鉛鉱グループ
- 閃マンガン鉱 (alabandite) - Mn2+S、等軸晶系
- テルル鉛鉱 (altaite) - PbTe、等軸晶系
- セレン鉛鉱 (clausthalite) - PbSe、等軸晶系
- 方鉛鉱 (galena) - PbS、等軸晶系
- ナイニンガー鉱 (niningerite) - (Mg,Fe2+,Mn2+)S、等軸晶系
- オールダム石 (oldhamite) - (Ca,Mg)S、等軸晶系